# Ignacio Warnes
Ignacio Warnes is een provincie in het departement Santa Cruz in Bolivia. De provincie heeft een oppervlakte van 1216 km² en heeft 108.888 inwoners (2012). De hoofdstad is Warnes.
Ignacio Warnes is verdeeld in twee gemeenten:
- Okinawa Uno
- Warnes

Andrés Ibáñez · 
Ángel Sandoval · 
Chiquitos · 
Cordillera · 
Florida · 
Germán Busch · 
Guarayos · 
Ichilo · 
Ignacio Warnes · 
José Miguel de Velasco · 
Manuel María Caballero · 
Ñuflo de Chávez · 
Obispo Santistevan · 
Sara · 
Vallegrande